# Pseudophilomedes darbyi
Pseudophilomedes darbyi är en kräftdjursart som beskrevs av Louis S. Kornicker 1989. Pseudophilomedes darbyi ingår i släktet Pseudophilomedes och familjen Philomedidae. Inga underarter finns listade i Catalogue of Life.